# Paratymolus
Paratymolus is een geslacht van kreeftachtigen uit de klasse van de Malacostraca (hogere kreeftachtigen).

## Soorten
- Paratymolus barnardi Loh & Ng, 1999
- Paratymolus bituberculatus Haswell, 1880
- Paratymolus coccus Loh & Ng, 1999
- Paratymolus cygnus Loh & Ng, 1999
- Paratymolus griffini Loh & Ng, 1999
- Paratymolus hastatus Alcock, 1895
- Paratymolus prolatus Loh & Ng, 1999
- Paratymolus pubescens Miers, 1879
- Paratymolus vannus Loh & Ng, 1999